# カリフォルニア州知事
カリフォルニア州知事（Governor of California）は、アメリカ合衆国カリフォルニア州の元首、政府の長である。知事は州政府の最高責任者であり、カリフォルニア州兵およびカリフォルニア州軍予備隊の最高指揮官を務める。
カリフォルニア州憲法で制定された知事の職務には、カリフォルニア州議会への施政方針演説、予算案の提出、法案の承認または拒否も含まれる。知事職はカリフォルニアの州昇格前の1849年に創設された。
現職は2019年1月7日に就任した民主党のギャビン・ニューサムである。

## 知事選挙、宣誓、任期

### 資格
カリフォルニア州知事選挙の立候補者はアメリカ市民であり、登録有権者であり、賄賂・横領・恐喝を伴う重犯罪で有罪判決を受けておらず、1990年11月6日以降に2期務めていない必要がある。

### 選挙と宣誓
知事は一般投票によって選出され、1990年11月6日以降に任命された者は4年任期を最長で2期を務める。知事は次の宣誓を行う:
I (Governor) do solemnly swear that I will support and defend the Constitution of the United States and the Constitution of the State of California against all enemies foreign and domestic, that I will bear true faith and allegiance to the Constitution of the United States and the Constitution of the State of California, that I take this obligation freely without any mental reservation or purpose of evasion and that I will well and faithfully discharge the duties upon which I am about to enter.
知事は選挙後の1月1日直後の月曜日に就任する。

### 知事の解任
カリフォルニア州知事を任期満了前に解任する方法は以下2通りある:

#### 立法府による弾劾と解任
知事は「職務中の不正行為」を理由として下院議会に弾劾され、上院の3分の2の票を投じられることで解任される。

#### 有権者によるリコール
カリフォルニア州の有権者の署名を知事の前回選挙の獲得票数の12%を集めることにより、州知事のリコール選挙を行うことが出来る。選挙により有権者は現職知事の解職の賛否を投じ、同時に立候補者へ投票することが出来る。
解職票が過半数に達した場合に知事は失職し、同時に最多票を獲得した候補者が当選となる。
2001年の電力危機が発端となった2003年の州知事リコールは当時の現職のグレイ・デイヴィス知事（民主党）へのリコール運動により始まった。知事がリコールに直面するのはカリフォルニア州史上初めてのことであった。その後デイヴィスは1921年のノースダコタ州のリン・フレイジャーに続いてアメリカ史上2人目のリコールされた知事となった。デイヴィスに代わって知事に就任したのは共和党のアーノルド・シュワルツェネッガーであった。

## 副知事との関係

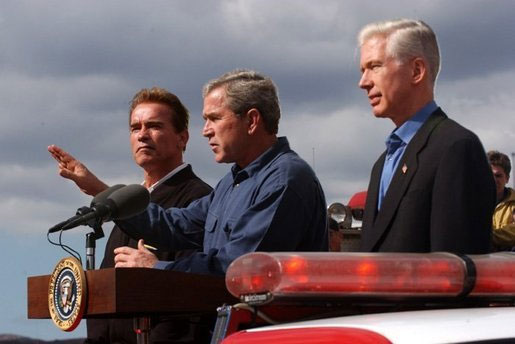
2003年に州知事に当選したアーノルド・シュワルツェネッガー（左端）、現職知事のグレイ・デイヴィス（右端）、大統領のジョージ・W・ブッシュ（中央）。

カリフォルニア州副知事は知事候補者のランニングメイトではなく、同じ選挙でそれぞれ別々に選出される。そのためカリフォルニア州には1978年から2011年までの33年間のうち28年間で知事と副知事の所属政党が異なっていた。それ以前は現職の知事または副知事の辞任や死亡により、1875年、1886年、1894年、1916-1917年が異なる政党の知事と副知事であった。
カリフォルニア州憲法では知事がカリフォルニア州内に不在の際は副知事に全ての知事権限が委ねられ、法案の承認・拒否や政治的任命を行う。だが実際には知事の離州時には副知事は形式的な職務以上を行わないという紳士協定がある。マイク・カーブの副知事時代、ジェリー・ブラウンが州外に出た際に彼と対立する知事命令に署名したためこの協定に違反した。裁判所は知事が州を離れた際に副知事が全ての権限を引き継ぐ権利を支持している。
副知事はカリフォルニア州上院議長を兼任する。

## 公邸と職場

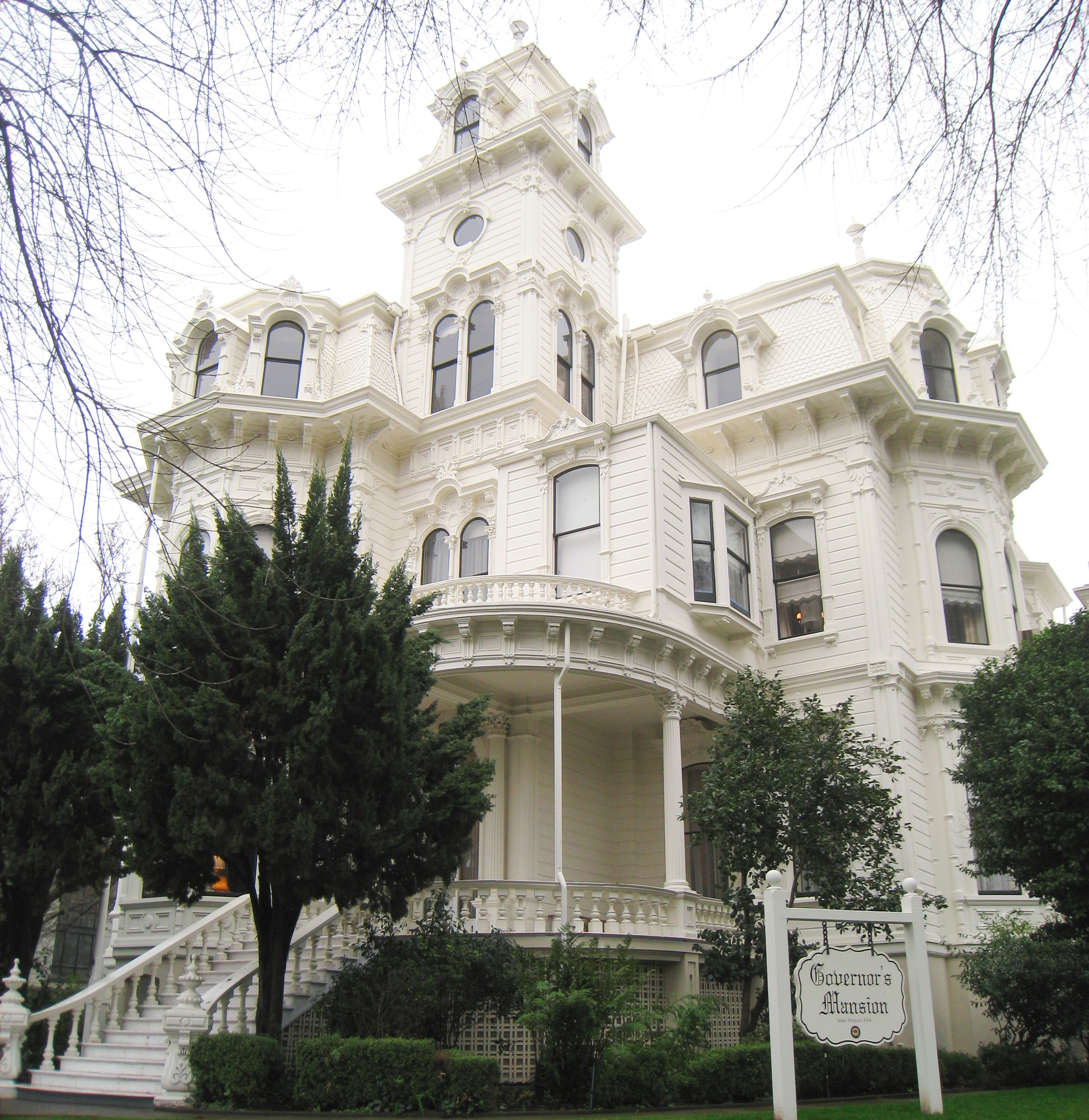
知事公邸のカリフォルニア・ガバナーズ・マンション。

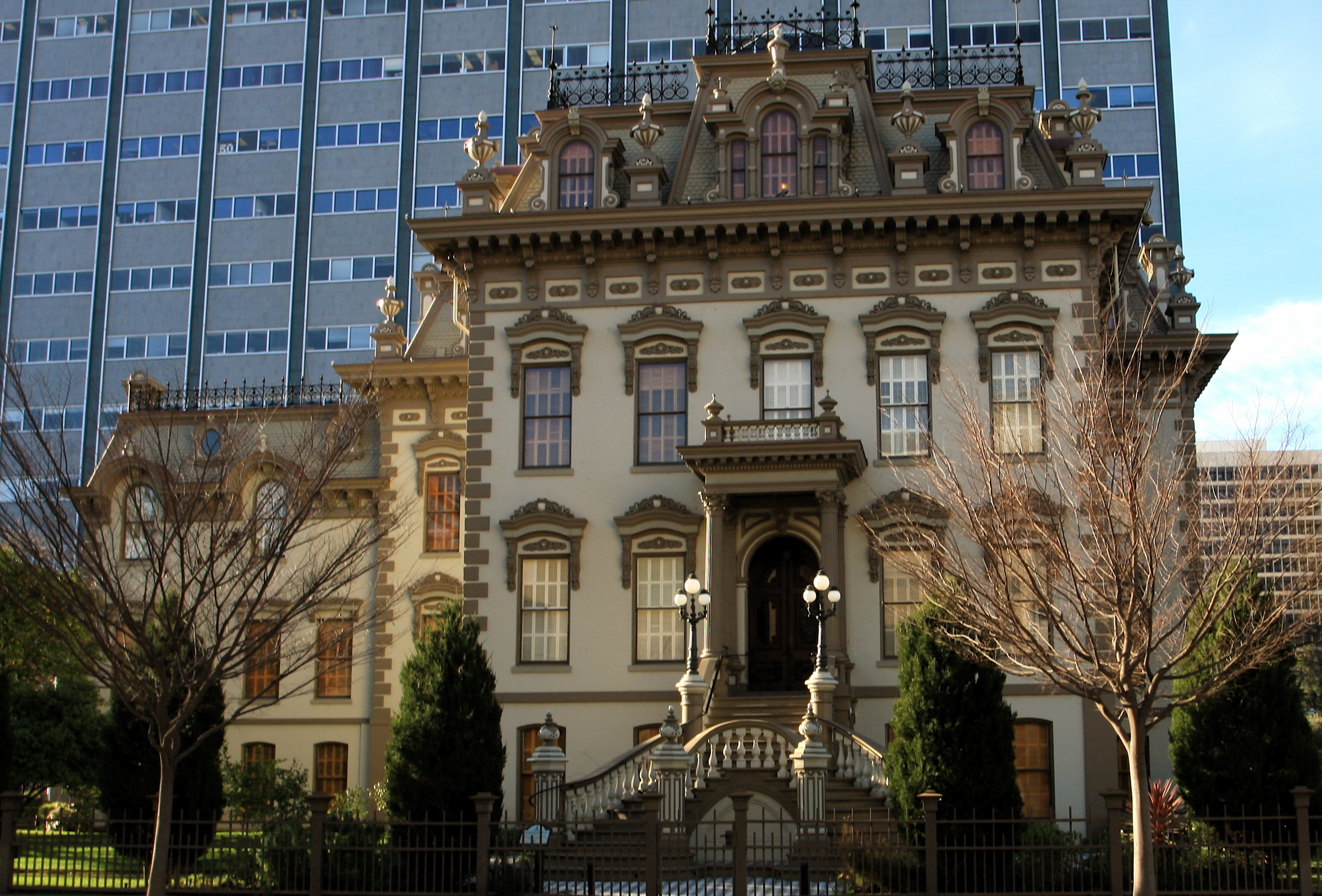
カリフォルニア州政府の公式レセプション・センターで知事の公式な職場でもあるスタンフォード・マンション。

カリフォルニア州知事の公邸はサクラメントにあるカリフォルニア・ガバナーズ・マンションである。歴代で14人の知事がこれを住居として使ったが、それ以外は拒否し、私的な居住の手配を望んだ。また知事の公式な職場の1つも兼ねている。
知事の主要な公式の職場はサクラメントのカリフォルニア州会議事堂内にある。
サクラメントのスタンフォード・マンションは知事の公式な職場であると同時にカリフォルニア州政府の公式レセプション・センターも兼ねている。

## 統計

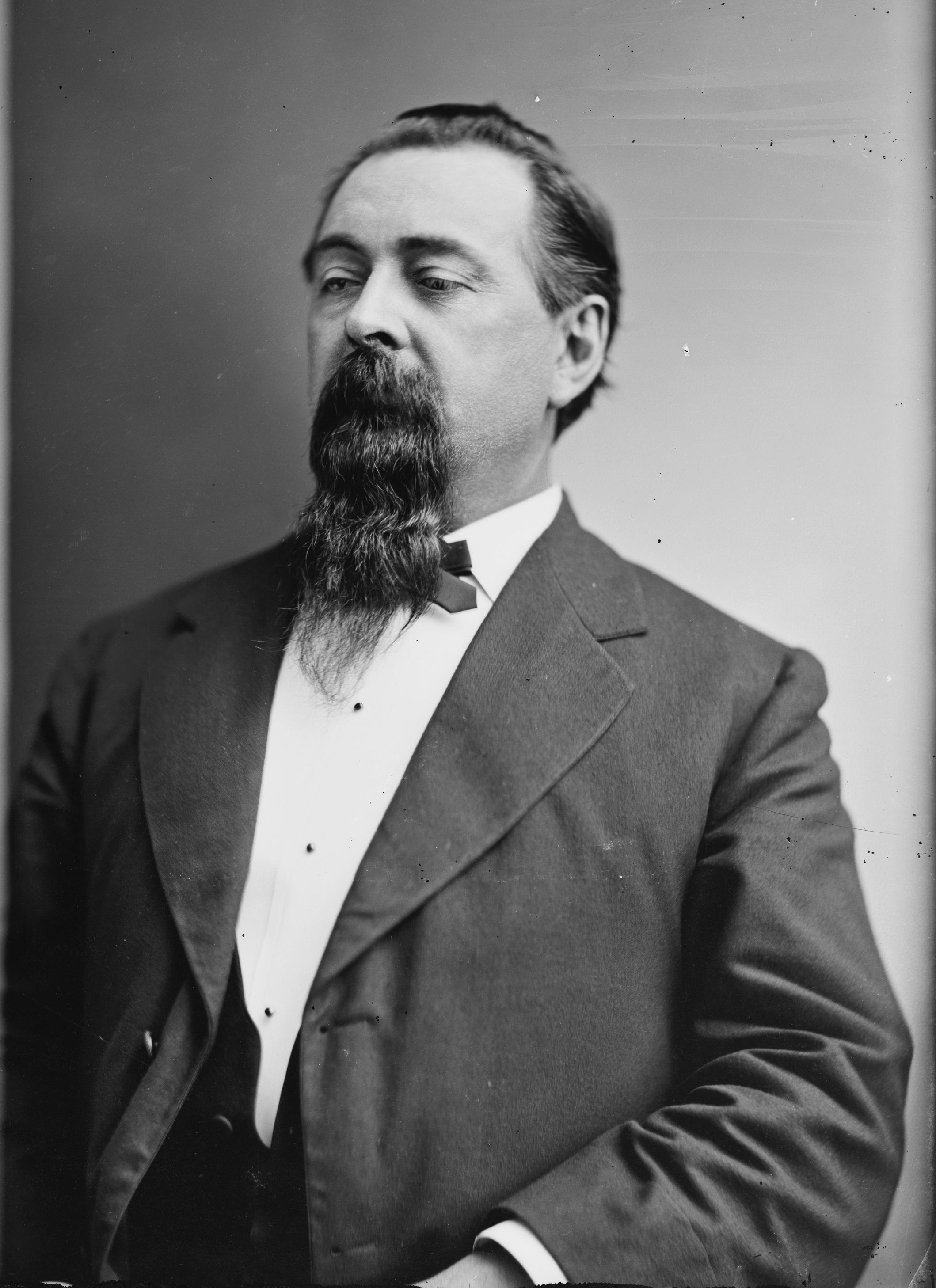
ロムアルド・パチェコは初のカリフォルニア生まれであると同時にこれまでで唯一のヒスパニック系のカリフォルニア州知事である。

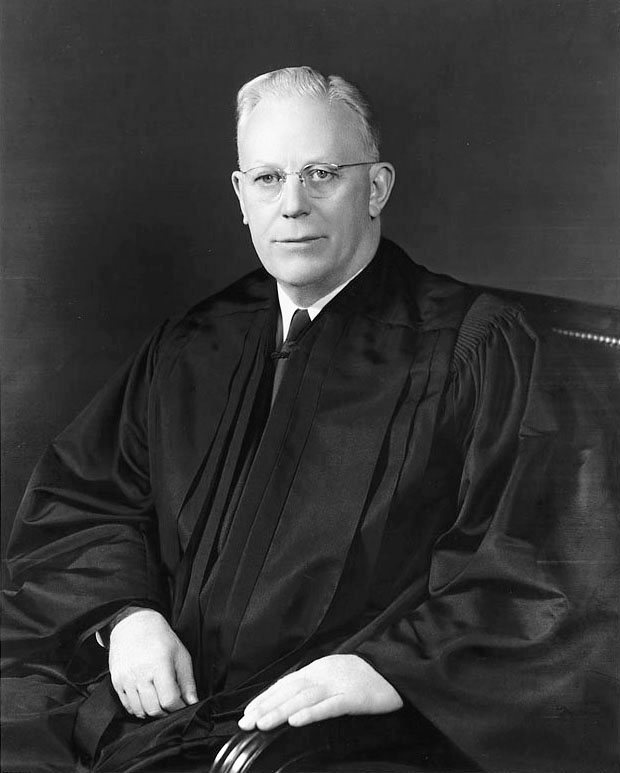
アール・ウォーレンは合衆国最高裁判所長官となった唯一のカリフォルニア州知事である。

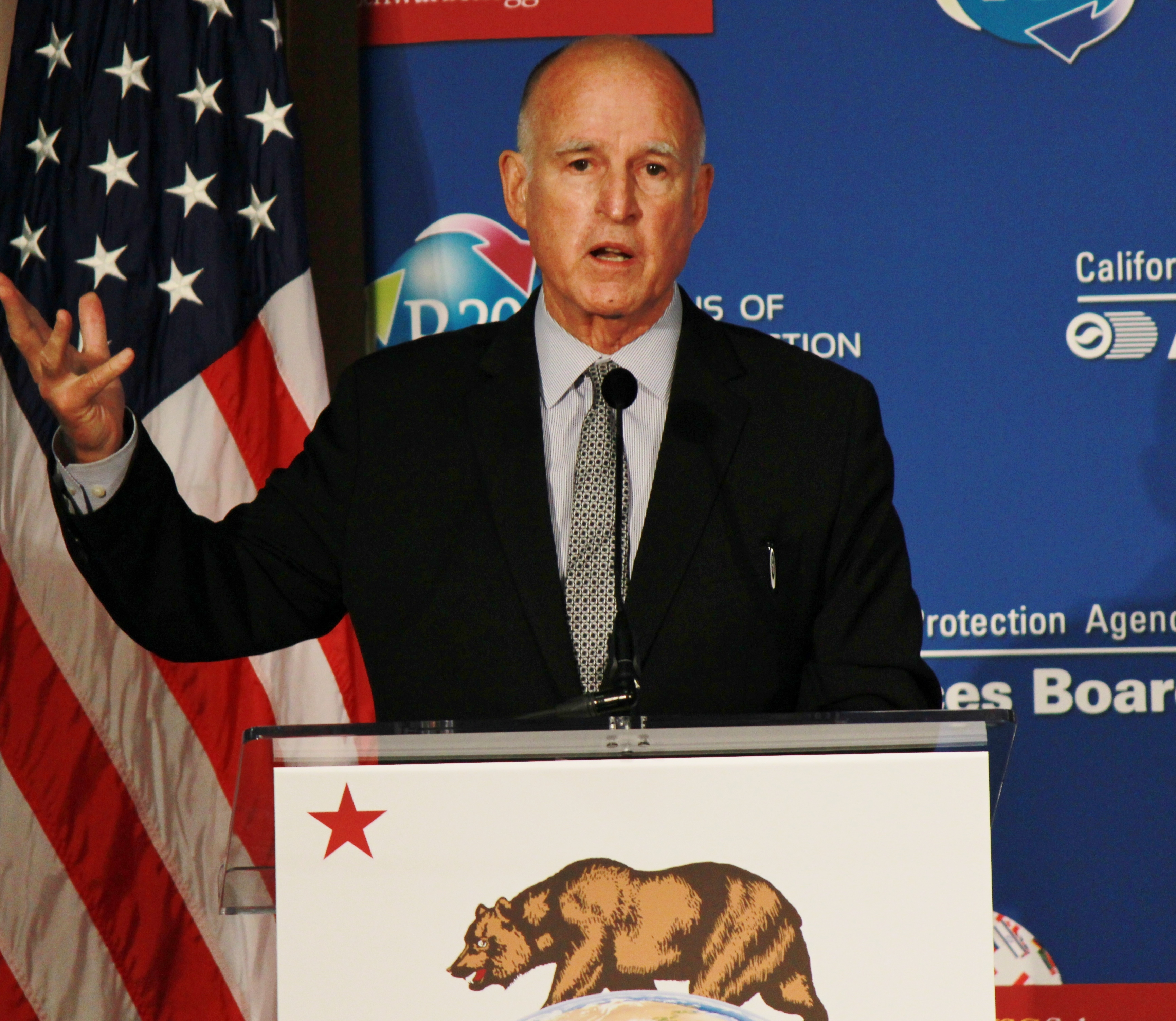
ジェリー・ブラウンは史上唯一、通算4期の知事職を務めた。

- ピーター・ハードマン・バネット（英語版）は知事職後の期間が44年と歴代最長である。彼は1851年に辞任し、1895年に亡くなった。
- ロバート・ウォーターマン（英語版）は知事職後の期間が存命者を除いて最短である。彼は任期満了から3か月と4日後の1891年4月12日に亡くなった。
- 30歳で就任し、1856年から1858年まで務めたJ・ニーリー・ジョンソン（英語版）は歴代最年少である。
- 72歳で就任し、2011年から2019年まで務めたジェリー・ブラウンは歴代最年長である。
- アール・ウォーレンは史上唯一3期連続で知事を務めた（1943-1953年）。
  - ジェリー・ブラウンは1975年から1983年に2期8年知事を務め、その28年後の2011年から2019年までに再び2期8年を務めた。
- ミルトン・ラザム（英語版）の任期は史上最短の5日間である（1860年1月9-14日）。
- 歴代38人の知事のうちカリフォルニア生まれは8人である（州昇格後に限ると7人）:
  - サンタバーバラ生まれ1人（ロムアルド・パチェコ（英語版））
  - サンフランシスコ生まれ5人（ジョージ・パーディ（英語版）、ジェームズ・ロルフ、パット・ブラウン（英語版）、ジェリー・ブラウン、ギャビン・ニューサム）
  - サクラメント生まれ1人（ハイラム・ジョンソン）
  - ロサンゼルス生まれ1人（アール・ウォーレン）
- 2人がアメリカ国外生まれである:
  - ジョン・G・ダウニー（英語版）（アイルランド）
  - アーノルド・シュワルツェネッガー（オーストリア）
- 2人が在任中に亡くなっている:
  - ワシントン・バートレット（英語版）（1887年9月12日没）
  - ジェームズ・ロルフ（1934年6月2日没）
- ロナルド・レーガン（93歳没）は歴代最長寿である。
- J・ニーリー・ジョンソン（英語版）（47年）は歴代短命である。
- 在任中に亡くなったワシントン・バートレット（英語版）とジェームズ・ロルフは共にカリフォルニア州知事前はサンフランシスコ市長を務めていた。
- パット・ブラウン（英語版）（1959-1967年）はジェリー・ブラウン（1975-1983年、2011-2019年）の父親である。

### 移行関連
- 5人の知事が任期途中で辞職した:
  - ピーター・バネット（英語版）（1851年） - 「全てのアフリカ系アメリカ人を排除することによる奴隷制の防止」に関する私見の結果として[5]。
  - ミルトン・ラザム（英語版）（1860年） - 上院議員となったため。
  - ニュートン・ブース（英語版）（1875年） - 上院議員となったため。
  - ハイラム・ジョンソン（1917年） - 上院議員となったため。
  - アール・ウォーレン（1953年） - 最高裁判所長官となったため。
- 1人の知事がリコールされた:
  - グレイ・デイヴィス（英語版）（2003年）
- 7人の知事が知事選挙を経ずに副知事からの昇格によって就任した:
  - 昇格した知事のうち4人が再選されなかった:
    - ジョン・マクドウガル（英語版）（1851年）
    - ジョン・G・ダウニー（英語版）（1860年）
    - ロムアルド・パチェコ（英語版）（1875年）
    - ロバート・ウォーターマン（英語版）（1887年）

  - 昇格したうち知事のうち3人が再選された:
    - ウィリアム・スティーブンス（英語版）（1917年）
    - フランク・メリアム（英語版）（1934年）
    - グッドウィン・ナイト（英語版）（1953年）
- 1人が2期を務めた後、非連続の3期目に選出された（通算で4期を果たした）:
  - ジェリー・ブラウン（2010年。1990年11月6日に任期上限が制定される前に既に2期を勤めていた）

### 大統領選挙関連

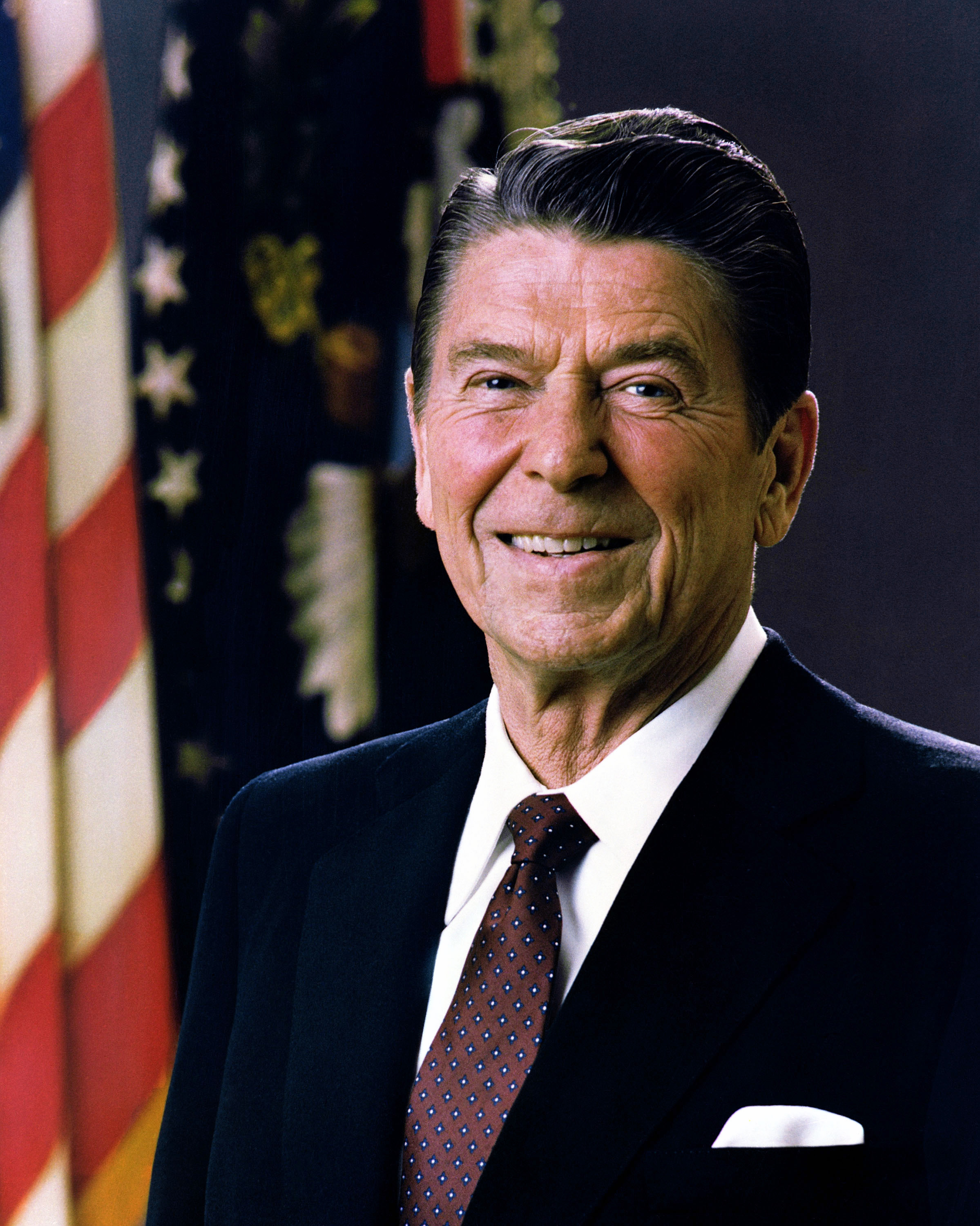
ロナルド・レーガンはアメリカ合衆国大統領となった唯一のカリフォルニア州知事である。

- 1人が党の指名を勝ち取った後にアメリカ合衆国大統領に当選した:
  - 1980年と1984年のロナルド・レーガン（共和党）
- 5人が党の指名を求めたが敗れた:
  - 1920年と1924年のハイラム・ジョンソン（共和党）
  - 1960年のパット・ブラウン（英語版）（民主党）
  - 1968年と1976年のロナルド・レーガン（共和党）
  - 1976年と1980年と1992年のジェリー・ブラウン（民主党）
  - 1996年のピート・ウィルソン（共和党）
  - 1944年と1948年と1952年のアール・ウォーレン（共和党）
- 2人が副大統領候補に指名されたが、本選挙では敗れた:
  - 1912年のハイラム・ジョンソン（セオドア・ルーズベルトのランニングメイト、進歩党）
  - 1948年のアール・ウォーレン（トマス・デューイのランニングメイト、共和党）
- 2人が在任中に党の大統領候補者によって副大統領候補に検討されたが、最終的に断念された:
  - 1988年のジョージ・デュークメジアン（英語版）（ジョージ・H・W・ブッシュ、共和党） - 指名を受け入れ、仮に副大統領に当選した場合に知事に昇格することとなるレオ・T・マッケリー（英語版）副知事とはイデオロギーが大きく異なるためデュークメジアンは拒否した[6]。
  - 2000年のグレイ・デイヴィス（英語版）（アル・ゴア、民主党）
- 1人がカリフォルニア州知事選挙に敗れた後に大統領となった:
  - 元副大統領のリチャード・ニクソンは1962年にカリフォルニア州知事選挙の共和党候補になったが民主党のパット・ブラウン（英語版）に敗れた。ニクソンはその後1968年に大統領選挙に勝利し、さらに1972年には再選を果たした。